# Polygène
Un polygène est un membre d'un groupe de gènes non épistatiques qui interagissent de manière additive pour influencer un trait phénotypique, contribuant ainsi à l'hérédité multigénique (hérédité polygénique, hérédité multigénique, hérédité quantitative), un type d'hérédité non mendélienne, par opposition à l'hérédité monogénique, qui est la notion centrale de l'hérédité mendélienne. Le terme «  monozygote » est généralement utilisé pour désigner un gène hypothétique car il est souvent difficile de distinguer l'effet d'un gène individuel des effets d'autres gènes et de l'environnement sur un phénotype particulier. Les progrès de la méthodologie statistique et du séquençage à haut débit permettent toutefois aux chercheurs de localiser les gènes candidats pour le trait. Dans le cas où un tel gène est identifié, il est appelé locus de caractères quantitatifs. Ces gènes sont également généralement pléiotropes. On pense que les gènes qui contribuent au diabète de type 2 sont principalement des polygènes. En juillet 2016, les scientifiques ont rapporté avoir identifié un ensemble de 355 gènes du dernier ancêtre commun universel de tous les organismes vivant sur Terre.

## Aperçu
Le locus polygénique est tout locus individuel qui est inclus dans le système de gènes responsables de la composante génétique de la variation à caractère quantitatif (polygénique). Les substitutions alléliques contribuent à la variance dans un caractère quantitatif spécifié. Le locus polygénique peut être un locus génétique unique ou complexe au sens conventionnel, c'est-à-dire soit un gène unique soit un bloc étroitement lié de gènes fonctionnellement apparentés.
Au sens moderne, le mode d'héritage des motifs polygéniques est appelé héritage polygénique, dont les principales propriétés peuvent être résumées comme suit :
1. La plupart des traits métriques et méristiques sont contrôlés par un certain nombre de loci génétiques.
2. Le principal mode d'interaction des gènes non alléliques dans les séries de gènes correspondantes est l'addition de contributions d'allèles particuliers principalement de petite taille.
3. Les effets de la substitution allélique au niveau de chacun des gènes ségrégeants sont généralement relativement faibles et interchangeables, ce qui entraîne qu'un phénotype identique peut être présenté par une grande variété de génotypes.
4. L'expression phénotypique des caractères polygéniques subit des modifications considérables sous l'influence de l'environnement.
5. Les caractères polygéniques montrent une distribution continue plutôt que discontinue.
6. Les systèmes équilibrés d'hérédité polygénique dans une population contiennent une grande partie de la variabilité génétique potentielle dans la condition hétérozygote et libérée par petits incréments par recombinaison génétique entre polygènes liés[5],[6],[7],[8].

## Héritage
L'hérédité polygénique se produit lorsqu'une caractéristique est contrôlée par deux ou plusieurs gènes. Souvent, les gènes sont importants en quantité mais peu efficaces. Des exemples d'hérédité polygénique humaine sont la taille, la couleur de la peau, la couleur des yeux et le poids. Les polygènes existent également dans d'autres organismes. La drosophile, par exemple, affiche une polygénie avec des traits tels que la morphologie des ailes, le nombre de poils et bien d'autres.

## Cartographie des polygènes

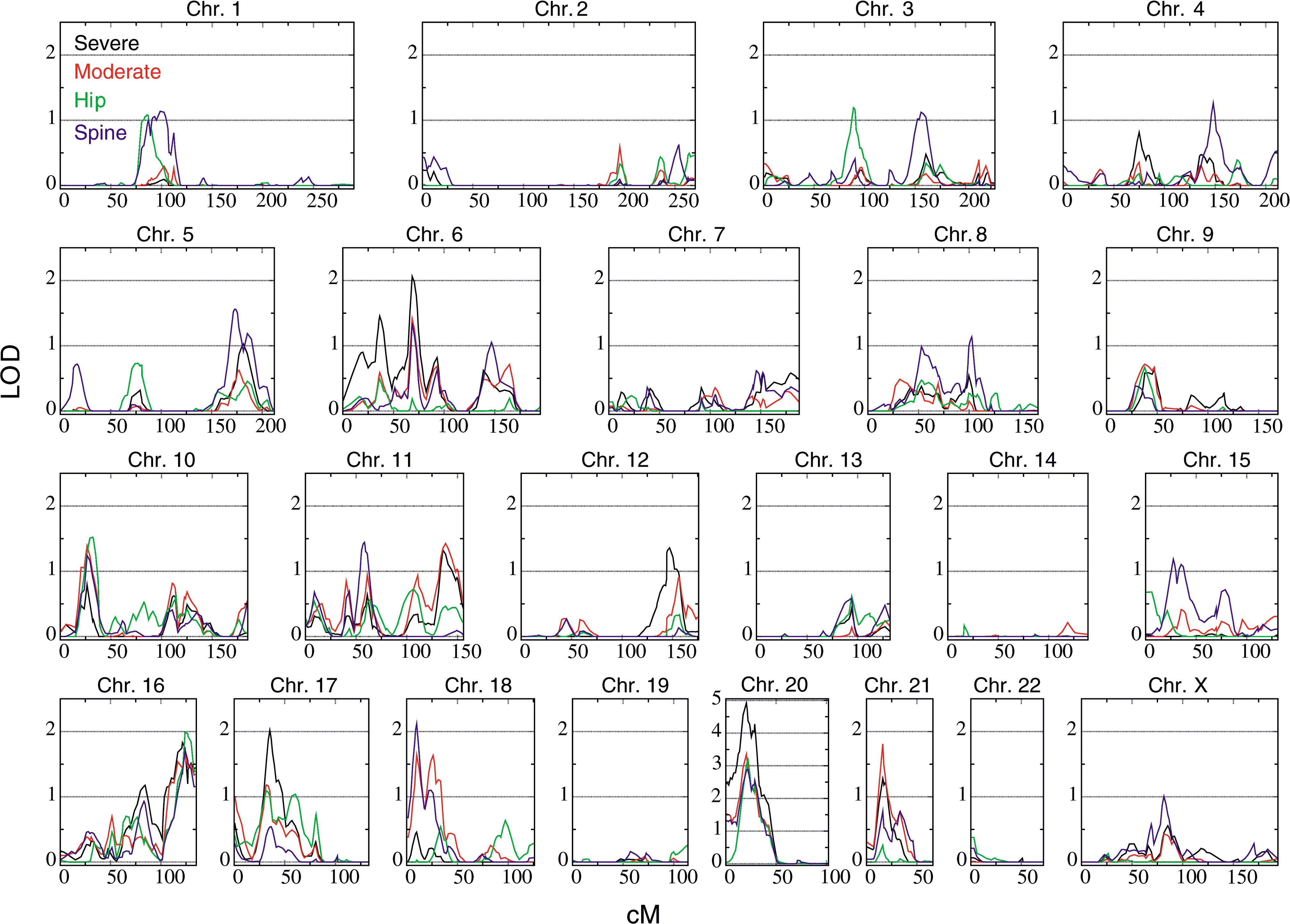
Exemple d'analyse pangénomique pour le QTL de l'ostéoporose

Traditionnellement, la cartographie des polygènes nécessite des outils statistiques disponibles pour aider à mesurer les effets des polygènes ainsi qu'à se concentrer sur des gènes uniques. L'un de ces outils est le mappage des locus de caractères quantitatifs (QTL). La cartographie QTL utilise un phénomène connu sous le nom de déséquilibre de liaison en comparant des gènes marqueurs connus avec des phénotypes corrélés. Souvent, les chercheurs trouveront une grande région d'ADN, appelée locus, qui représente une part importante de la variation observée dans le trait mesuré. Ce locus contiendra généralement un grand nombre de gènes responsables. Une nouvelle forme de QTL est décrite sous le nom de QTL d'expression (eQTL). Les eQTL régulent la quantité d'ARNm exprimé, qui à son tour régule la quantité de protéines dans l'organisme.